# Преобразование Вигнера — Вилла
Преобразование Вигнера — Вилла (англ. Wigner — Ville transform) — один из эффективных методов спектрально-временного анализа нестационарных сигналов. Встречаются другие названия: преобразование Вигнера — Вилля, распределение Вигнера — Вилла (англ. Wigner — Ville distribution), распределение Вигнера — Вилля, функция Вигнера.

## Вычисление
{\displaystyle P\left(\tau ,f\right)=\int \limits _{-\infty }^{\infty }s\left(\tau +{\frac {t}{2}}\right)\cdot s^{*}\left(\tau -{\frac {t}{2}}\right)\cdot e^{-j2\pi ft}dt}
Распределение {\displaystyle P\left(\tau ,f\right)} может принимать только действительные значения (включая отрицательные).
Несмотря на высокое разрешение как по частоте, так и по времени, распределение может порождать побочные частотные компоненты, затрудняющие анализ сигнала. Это связано с нелинейностью преобразования.
Существует несколько методов, позволяющих уменьшить интенсивность побочных компонент, используя определённые процедуры усреднения. Один из них − использование окна h(t) во временной области. В результате получается так называемое псевдопреобразование Вигнера:
{\displaystyle P\left(\tau ,f\right)=\int \limits _{-\infty }^{\infty }h(t)\cdot s\left(\tau +{\frac {t}{2}}\right)\cdot s^{*}\left(\tau -{\frac {t}{2}}\right)\cdot e^{-j2\pi ft}dt}
Если окно прямоугольное:
{\displaystyle h(t)=\left\{{\begin{array}{ll}1,&-t_{0}\leq t\leq t_{0}\\0,&|t|>t_{0}\end{array}}\right.{\textrm {,}}}
то при {\displaystyle t_{0}\rightarrow \infty } псевдопреобразование Вигнера переходит в обычное преобразование Вигнера — Вилла. При уменьшении t0 интенсивность побочных спектральных компонент снижается, плата за это — ухудшение частотного разрешения.
При анализе оцифрованного сигнала псевдопреобразование Вигнера удобнее вычислять с помощью быстрого преобразования Фурье (БПФ) в скользящем окне. Для этого перед вычислением процедуры БПФ выборку из сигнала s[n], выделенную скользящим окном размером Nwin отсчетов, преобразуют по следующему алгоритму:
если размер окна нечётный, то
{\displaystyle {\begin{array}{ll}s_{1}[n]=s[n]\cdot s^{*}[N_{win}-n-1],&n=0,1,\ldots ,N_{win}-1,\end{array}}}
для четного размера окна
{\displaystyle {\begin{array}{ll}s_{1}[n]=s[n]\cdot s^{*}[N_{win}-n-2],&n=0,1,\ldots ,N_{win}-2,\\s_{1}[N_{win}-1]=s[N_{win}-1]\cdot s^{*}[N_{win}-1];&\end{array}}}
чтобы результат процедуры БПФ получился действительным, необходимо перед её вычислением выполнить циклическую перестановку полученного сигнала s1[n] влево на (Nwin−1)/2 (если Nwin — нечётное) или на Nwin/2-1 (если Nwin — четное).
При построении вычисленного спектрально-временного распределения все значения на шкале частот следует разделить на 2

## Пример использования
Для иллюстрации метода пригодна бесплатная компьютерная программа PSE Lab.
Результат построения спектрально-временного распределения для сигнала, смоделированного на компьютере:
{\displaystyle s[n]=\exp \left(j\cdot \left(2\pi \cdot 0.05\cdot n+100\cdot \sin \left(2\pi \cdot 0.0005\cdot n\right)\right)\right)+\exp \left(j\cdot \left(2\pi \cdot 0.1\cdot n+200\cdot \sin \left(2\pi \cdot 0.0005\cdot n\right)\right)\right),}
состоящего из двух ЧМ компонент, мгновенная цифровая частота одной из них меняется по синусоидальному закону в диапазоне от 0 до 0,1, а другой — от 0 до 0,2, приведены на рисунках.

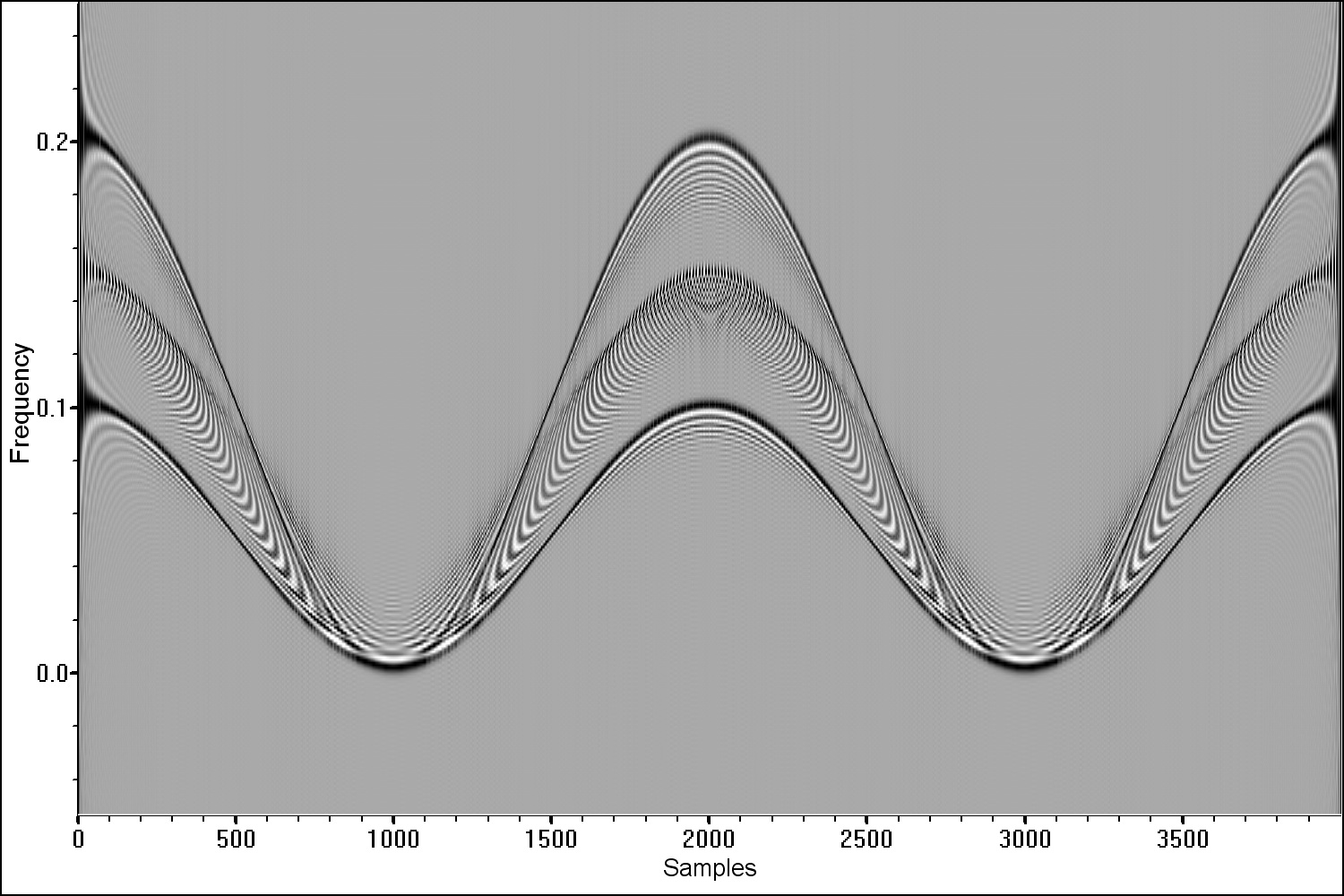
Рис. 1. Распределение Вигнера — Вилла (размер окна = 500 отсчетов).

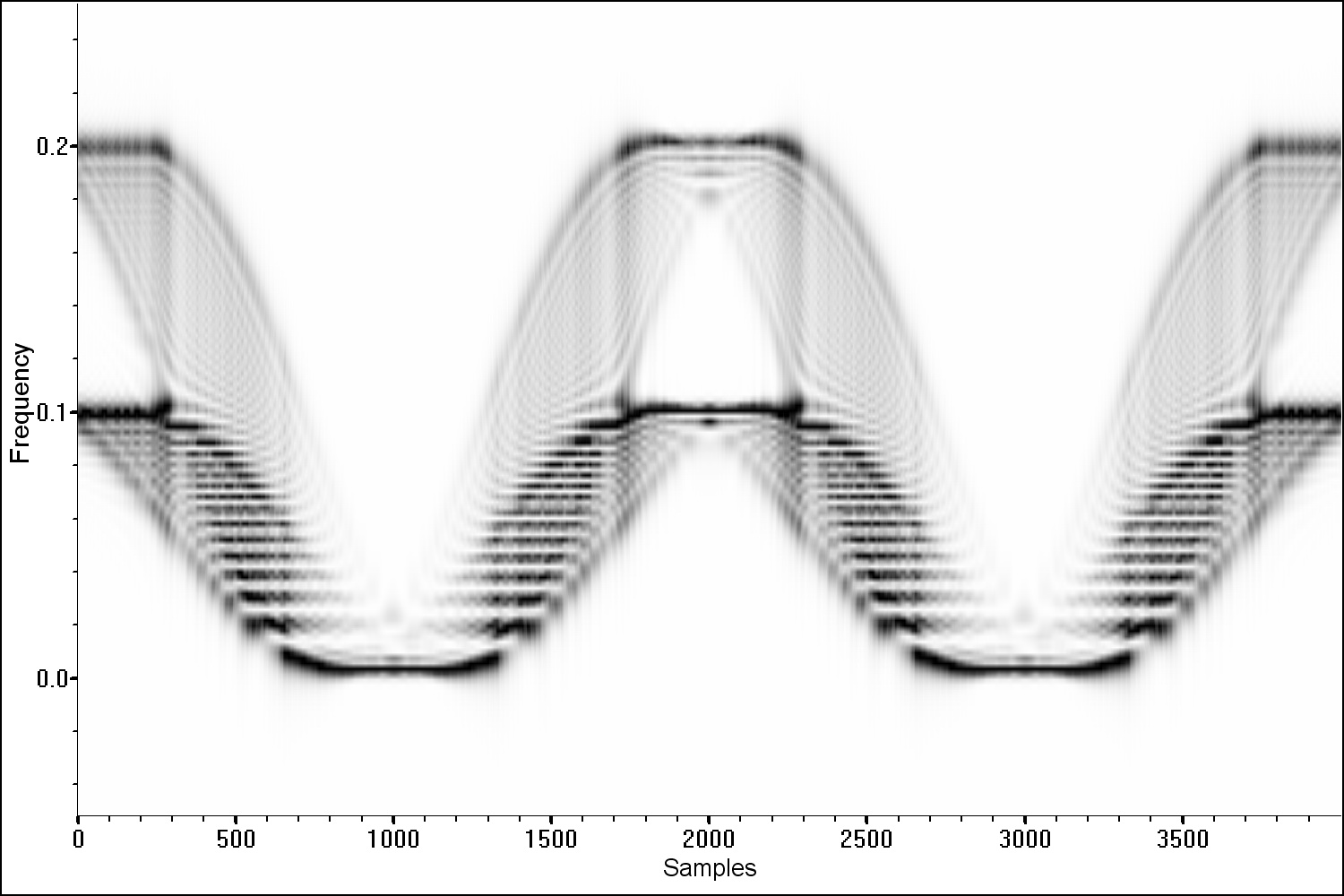
Рис. 2. Спектрограмма (размер окна = 500 отсчетов).

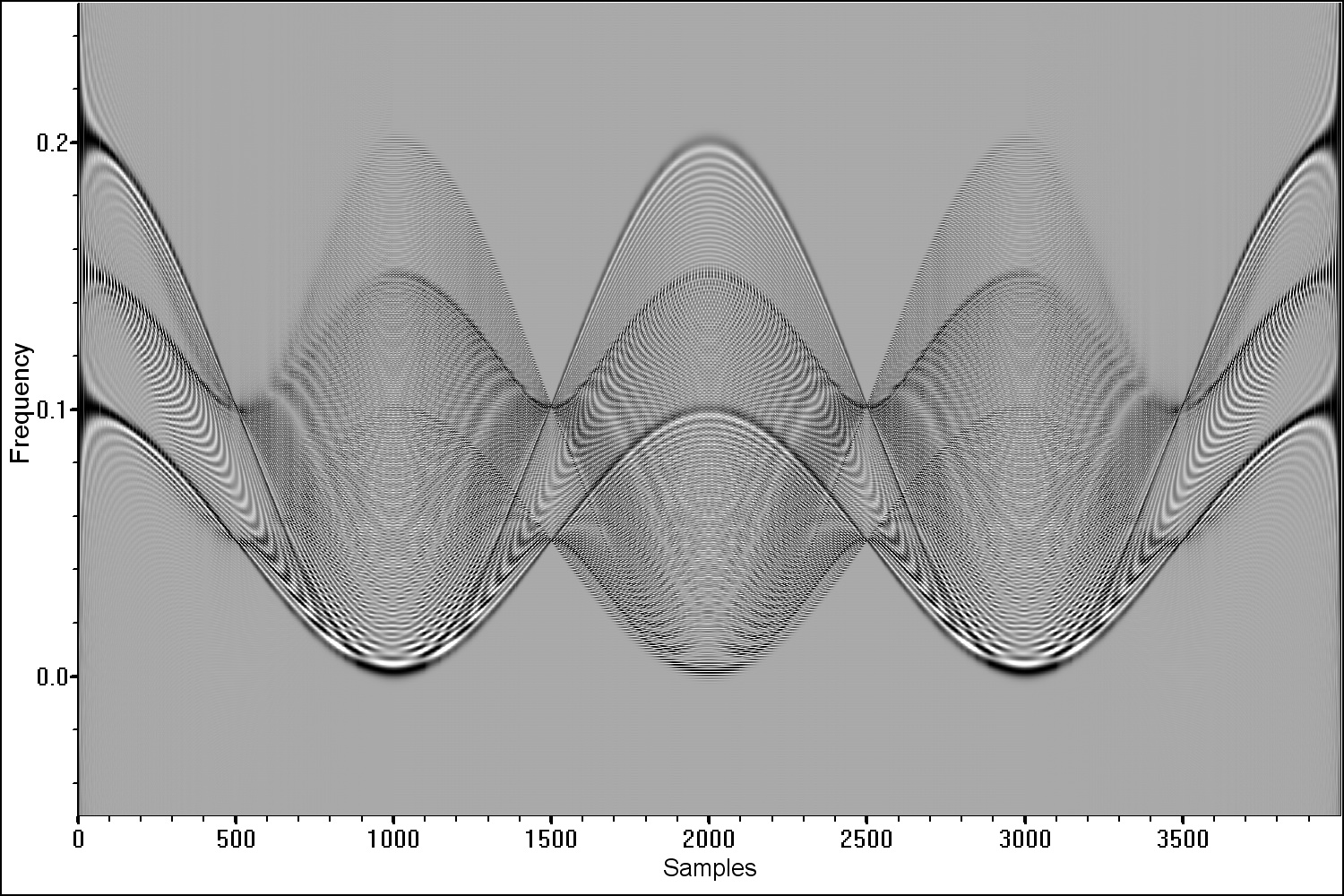
Рис. 3. Распределение Вигнера — Вилла (размер окна = 2000 отсчетов).

На рис. 1 представлено спектрально-временное распределение энергии, полученное с помощью псевдопреобразования Вигнера c размером окна Nwin=500 отсчетов. По оси абсцисс отложено время (увеличивается слева-направо), по оси ординат — цифровая частота. Более темные участки распределения соответствуют большей интенсивности.
Для сравнения, на рис. 2 представлена Фурье-спектрограмма, вычисленная с таким же размером окна.
Качественно можно видеть, что спектрально-временное распределение Вигнера — Вилла (рис. 1) имеет более высокое частотно-временное разрешение, по сравнению со спектрограммой (рис. 2).
При увеличении размера окна количество и интенсивность побочных частотных компонент в распределении Вигнера — Вилла увеличиваются, что может осложнить анализ основных частотных компонент (рис. 3).